# Карл II (маркграф Баден-Дурлаху)
Карл II з Торбою (нім. Karle II. mit der Tasch; 24 липня 1529, Пфорцгайм— 23 березня 1577, Дурлах) — 3-й маркграф Баден-Дурласький в 1553—1577 роках. Офіційно запровадив лютеранство. Мав прізвисько «Побожний».

## Життєпис
Походив з династії Церінгенів, Ернестинської лінії. Син маркграфа Ернста I Баденського, й Урсули фон Розенфельд. Оскільки шлюб його батьків був морганатичним, права Карла на спадкування маркграфства були спірними. 1551 року одружився з представницею Кульмбаських Гогенцоллернів.
Він почав керувати Верхнім Баденом від імені свого батька у вересні 1552 року. Його старший брат, маркграф Бернгард IV помер 20 січня 1553 року, через 2 тижні помер Ернст I, внаслідок чого Карл успадкуваву весь Баден-Пфорцгайм.
На той час Карл II був вже ревним лютеранином. 1555 року брав участь в рейхстазі в Аугсбурзі, де готував проект релігійного миру в Німеччині. Після цього та під впливом Христофа, герцога Вюртембергу, 1556 року запровадив в Баден-Дурласі лютеранство. Підготовка до прийняття Реформації і складання сповідання були доручені комісії під головуванням канцлера маркграфства Мартина Ахтсініта. Було прийнято Вюртемберзьке сповідання. Усі католицькі священники були вигнані з Баден-Дурлаху. 1558 року на рейхстазі в Франкфурті-на-Майні долучився до угоди про спільні дії кальвіністів та лютеран. Домовився про допомогу французьким кальвіністам (гугенотам). В тому ж році помирає його дружина. Невдовзі одружився вдруге.
1561 року визнав Аугсбурзьке сповідання. Втім тривали конфлікти з католицькими монастирями, що мали володіння в маркграфстві. Тому 1561 року була укладена Ноєнбурзька угода, за якою конфісковане майно католицьких монастирів було повернуто, але маркграфство зберегло право стягувати кошти, необхідні для утримання пасторів. 1565 року переніс столицю до Дурлаху, змінивши назву своєї країни на Баден-Дурлах. 1568 року став одним з опікунів герцога Вюртембергу Людвига I.
1571 року за розпорядженням маркграфа Карла II в Дурласі зведено власний монетний двір. Після його смерті маркграфство було розділено між братами Ернстом Фрідріхом і Якобом

## Родина
1. Дружина — Кунігунда, донька Казимира Гогенцоллерна, маркграфа Бранденбург-Кульмбаху
Діти:
- Марія (1553—1561)
- Альберт (1555—1574)

2. Дружина — Анна, донька Рупрехта Віттельсбаха, пфальцграфа Фельдену
Діти:
- Доротея Урсула (1559—1583), дружина Людвіга I, герцога Вюртембергу
- Ернст Фрідріх (1560—1604), 4-й маркграф Баден-Дурлаху
- Якоб (1562—1590), маркграф Баден-Гахбергу
- Анна Марія (1565—1573)
- Єлизавета (1570—1611)
- Георг Фрідріх (1573—1638), 5-й маркграф Баден-Дурлаху